# Membres de la Société royale du Canada, par ordre alphabétique G
| Nom                       | Année | Occupation |
| ------------------------- | ----- | ---------- |
| Dov Gabbay                | 2000  |            |
| Hubert Gabrielse          | 1975  |            |
| Friedrich Gaede           | 1995  |            |
| Chad Gaffield             | 2005  |            |
| François-Marc Gagnon      | 1987  |            |
| Jean-Marie Gagnon         | 1986  |            |
| Claude Galarneau          | 1979  |            |
| Clelia Ganoza             | 1983  |            |
| Patrice Garant            | 1993  |            |
| Paul Garfinkel            | 1996  |            |
| Ann Gargett               | 1991  |            |
| Philippe Garigue          | 1965  |            |
| George Garland            | 1959  |            |
| Christopher Garrett       | 1977  |            |
| Gérard Gaudet             | 2005  |            |
| Marc Gaudry               | 1987  |            |
| Jack Gauldie              | 1997  |            |
| David Gauthier            | 1979  |            |
| Lise Gauvin               | 1997  |            |
| Wallace Geldart           | 1986  |            |
| Jean-Denis Gendron        | 1984  |            |
| Jacques Genest            | 1965  |            |
| Nicolas Georganas         | 1997  |            |
| Alan George               | 1992  |            |
| Pierre George             | 1993  |            |
| Carole Gerson             | 2000  |            |
| Meric Gertler             | 2003  |            |
| Ratna Ghosh               | 1999  |            |
| Nassif Ghoussoub          | 1994  |            |
| Roger Gibbins             | 1998  |            |
| Sarah Gibbs               | 1991  |            |
| Dale Gibson               | 1985  |            |
| James Gibson              | 1989  |            |
| Kenneth Gilbert           | 1988  |            |
| Eliezir Gileadi           | 2005  |            |
| Stephen Gill              | 2003  |            |
| Ronald Gillespie          | 1965  |            |
| Robert Gillham            | 1997  |            |
| Albert Gjedde             | 2003  |            |
| Graham Gladwell           | 1999  |            |
| Leon Glass                | 1998  |            |
| Patrick Glenn             | 1999  |            |
| Vidyadhar Godambe         | 2002  |            |
| Jacques Godbout           | 1994  |            |
| Marketa Goetz-Stankiewicz | 1993  |            |
| Walter Goffart            | 1996  |            |
| Lorne Gold                | 1979  |            |
| Phil Gold                 | 1977  |            |
| Lisa Golombek             | 1993  |            |
| David Goltzman            | 1995  |            |
| Antonio Gomez-Moriana     | 1996  |            |
| Melvyn Goodale            | 2001  |            |
| Michael Goodchild         | 2002  |            |
| Alan Goodwin              | 1974  |            |
| Myron Gordon              | 1993  |            |
| Mark Goresky              | 1986  |            |
| Eville Gorham             | 1990  |            |
| Paul Gorham               | 1961  |            |
| D Goring                  | 1970  |            |
| Allan Gornall             | 1966  |            |
| John Gosline              | 1997  |            |
| C Gotlieb                 | 1968  |            |
| Ian Gough                 | 1972  |            |
| Thérèse Gouin-Décarie     | 1969  |            |
| John Grace                | 2001  |            |
| Sherrill Grace            | 1991  |            |
| A Graham                  | 1978  |            |
| Frank Graham              | 1999  |            |
| William Graham            | 1987  |            |
| Jack Granatstein          | 1982  |            |
| Edmond Granirer           | 1975  |            |
| B Grant                   | 2004  |            |
| Martin Grant              | 2004  |            |
| Patrick Grant             | 1990  |            |
| Peter R. Grant            | 2003  |            |
| William Grant             | 1989  |            |
| George Grätzer            | 1973  |            |
| Christopher Gray          | 1990  |            |
| James Gray                | 1976  |            |
| Michael Gray              | 1996  |            |
| Kirk Grayson              | 1982  |            |
| Leslie Green              | 1980  |            |
| Jack Greenblatt           | 1992  |            |
| H Greenwood               | 1971  |            |
| Derek Gregory             | 2004  |            |
| Peter Greiner             | 1977  |            |
| Richard Grieve            | 1992  |            |
| Allan Griffin             | 2003  |            |
| Naomi Griffiths           | 1990  |            |
| David Griller             | 1988  |            |
| Sergio Grinstein          | 2000  |            |
| Yolande Grisé             | 1996  |            |
| Jean Grondin              | 1998  |            |
| Philippe Gros             | 2003  |            |
| Janice Gross Stein        | 1989  |            |
| Lawrence Grossman         | 1998  |            |
| Peter "Gru""tter"         | 2005  |            |
| Isobel Grundy             | 1997  |            |
| Yvan Guindon              | 1990  |            |
| Daniel Guitton            | 2004  |            |
| Philip Gulliver           | 1982  |            |
| Joseph Gulsoy             | 1982  |            |
| Sneja Gunew               | 2002  |            |
| J Gunn                    | 1983  |            |
| Chander Gupta             | 1990  |            |
| Narain Gupta              | 1985  |            |
| Peter Guthrie             | 2002  |            |
| Roderick Guthrie          | 1995  |            |